# Конногренадерский лейб-гвардии полк
Лейб-гвардии Конногренадерский полк — полк тяжёлой кавалерии в составе русской гвардии. Входил в состав 2-й гвардейской кавалерийской дивизии.
Старшинство: с 16-го мая 1651 г.
Дислокация: Петергоф, квартал между улицами Дворцовой (Морского десанта) и Эйхенской, разделенный Конно-гренадерской улицей.
Полковой праздник: День Всех Святых в 9-е Воскресение по Святой Пасхе.

## История
- 16.05.1803 — из эскадронов Сумского, Изюмского, Ахтырского и Мариупольского гусарских полков, с доукомплектованием рекрутами, формируется Одесский гусарский полк.
- 11.09.1803 — переименован в Уланский Его Императорского Высочества Цесаревича Великого Князя Константина Павловича полк.
- 12.12.1809 — из 2-го батальона и половины запасного эскадрона формируется Лейб-гвардии Драгунский полк с преимуществами старой гвардии.
- 1812 — Участвовал в Отечественной войне.
- 1813—1814 — Участвовал в заграничных походах, отличился во Франции при Фер-Шампенуазе.
- 1828—1829 — Участвовал в русско-турецкой войне.
- 1830—1831 — Участие в подавлении польского восстания.
- 06.12.1831 — за боевые отличия в войне в Польше переименован в Лейб-гвардии Конногренадерский полк.

Во время сражения под стенами города [Варшавы], Лейб-Драгунский полк (ныне Конно-Гренадерский) внезапно очутился окруженным четырьмя польскими кавалерийскими полками. Драгуны отбивались с отчаянной храбростью; полковой командир был ранен саблей в голову; почти все офицеры убиты и древки у штандарта перерублены, а штандартные унтер-офицеры изрублены; полк погибал. В это время командующий лейб-гусарами старший полковник Мусин-Пушкин ударил со своим полком на торжествующих уже поляков.— П. К. Бенкендорф. Краткая история лейб-гвардии гусарского его величества полка
- 1877—1878 — Участвовал в русско-турецкой войне.
- В декабре 1905 г. полк принял участие в подавлении Декабрьского восстания в Москве.
- 1914—1918 — Участвовал в Первой мировой войне на Северо-Западном фронте в составе 2-й гвардейской кавалерийской дивизии.

### Белое движение и эмиграция
Эскадрон полка в октябре 1918 г. — марте 1919 г. входил в Запасный кавалерийский полк, с весны до июня 1919 г. — в состав Гвардейского Сводно-кавалерийского дивизиона. С 19 июня 1919 г. дивизион полка входил в состав сформированного 2-го Гвардейского Сводно-кавалерийского полка, где в июле 1919 г. конногренадеры были представлены двумя эскадронами. С 15 декабря 1919 г. эскадрон полка входил в Сводно-гвардейский кавалерийский полк 1-й кавалерийской дивизии и Сводную кавалерийскую бригаду, а по прибытии в Крым с 16 апреля 1920 г. стал 5-м эскадроном Гвардейского кавалерийского полка. Полк потерял в Белом движении 18 офицеров (3 расстреляны, 12 убиты и 3 умерли от болезней).
Полковое объединение в эмиграции — «Общество старых офицеров л.-гв. Конно-Гренадерского полка» (Париж) — на 1951 г. насчитывало 41 чел.

## Шефыполка
- 12.12.1809 — 15.06.1831[3] — Его Императорское Высочество Государь Наследник Цесаревич и Великий Князь Константин Павлович
- 22.09.1832 — 05.12.1909[4] — Его Императорское Высочество Великий Князь Михаил Николаевич
- 13.06.1910 — 04.03.1917 — Его Императорское Высочество Государь Наследник Цесаревич и Великий Князь Алексей Николаевич

## Полковые командиры
(Командующий в дореволюционной терминологии означал временно исполняющего обязанности начальника или командира. С 1820-х годов должности командира гвардейского полка соответствовал чин генерал-майора, и при назначении на эту должность полковников они, как правило, оставались командующими до момента своего производства в генерал-майоры).
- 12.12.1809 — 06.12.1826 — полковник (с 06.12.1812 генерал-майор, с 15.12.1825 генерал-адъютант, с 01.01.1826 генерал-лейтенант) Чичерин, Пётр Александрович
- 06.12.1826 — 14.04.1829 — генерал-майор Глазенап, Владимир Григорьевич
- 14.04.1829 — 02.10.1838[5] — генерал-майор Засс, Корнилий Корнилиевич
  - 26.04.1832 — 10.02.1838 — командующий полковник Лифлянд, Михаил Христианович
  - 10.02.1838 — 25.06.1840 — командующий полковник (с 30.08.1839 генерал-майор) Корф, Фёдор Христофорович
- 25.06.1840 — 03.11.1849 — генерал-майор (с 03.04.1849 генерал-лейтенант) Корф, Фёдор Христофорович
- 03.11.1849 — 06.12.1853 — генерал-майор Типольт, Карл Карлович
- 06.12.1853 — 12.04.1855[6] — генерал-майор Евреинов, Иван Яковлевич
- 12.04.1855 — 30.08.1857 — генерал-майор Свиты Е. И. В. князь Голицын-Прозоровский, Александр Фёдорович
- 06.09.1857 — 27.09.1858 — командующий флигель-адъютант полковник Скобелев, Дмитрий Иванович
- 27.09.1858 — 05.10.1862 — флигель-адъютант полковник (с 17.04.1860 генерал-майор Свиты) Альбединский, Пётр Павлович
- 05.10.1862 — 16.04.1869 — Свиты Его Величества генерал-майор Манзей, Константин Николаевич
- 16.04.1869 — 30.01.1875 — Свиты Его Величества генерал-майор Гурко, Иосиф Владимирович
- 30.01.1875 — 25.04.1876 — командующий флигель-адъютант полковник Левицкий, Казимир Васильевич
- 25.04.1876 — 28.03.1879 — флигель-адъютант полковник (с 29.04.1877 генерал-майор Свиты) граф Ламздорф, Константин Николаевич
- 28.03.1879 — 16.03.1886 — полковник (с 30.08.1882 генерал-майор) Тевяшёв, Николай Николаевич
- 16.03.1886 — 28.11.1892 — флигель-адъютант полковник (с 06.12.1888 генерал-майор) Максимович, Константин Клавдиевич
- 28.11.1892 — 28.12.1903 — флигель-адъютант полковник (с 14.05.1896 генерал-майор, с 05.04.1898 в Свите) великий князь Дмитрий Константинович
- 07.01.1904 — 24.02.1907 — генерал-майор (с 07.03.1906 в Свите) барон Будберг, Николай Александрович
- 24.02.1907 — 03.03.1912 — полковник (с 22.04.1907 генерал-майор, с 05.06.1911 в Свите) Рооп, Владимир Христофорович
- 03.03.1912 — 04.02.1914 — флигель-адъютант полковник (с 25.03.1912 генерал-майор Свиты) князь Долгоруков, Василий Александрович
- 04.02.1914 — 24.11.1914[7] — генерал-майор Лопухин, Дмитрий Александрович
- 08.12.1914 — 01.11.1915 — полковник (с 11.02.1915 генерал-майор) Дабич, Михаил Фёдорович
- 14.11.1915 — 03.12.1916 — флигель-адъютант полковник (с 10.04.1916 генерал-майор, с 30.07.1916 в Свите) Гротен, Павел Павлович
- 03.12.1916 — 14.05.1917 — командующий полковник Гревс, Александр Петрович
- 29.05.1917 — хх.хх.1918 — командующий полковник Навроцкий, Лев Михайлович

## Внешний вид
Нижние чины комплектовались из усатых безбородых брюнетов. Общая масть коней : вороная.
- 1-й эскадрон : высокие вороные без отметин ;
- 2-й эскадрон : такие же, но меньше ростом ;
- 3-й эскадрон : вороные с отметинами на головах ;
- 4-й эскадрон : вороные с подпалинами и слегка караковые ;
- 5-й эскадрон : вороные белоногие ;
- 6-й эскадрон : вороные лысые и белоногие[8].

## Форма 1914 года
Общедрагунский. Мундир (парадный), тулья, вальтрап — тёмно-зелёный, шлык, воротник, околыш, лацкан, погоны, обшлага, выпушка, клапан — пальто, шинели, обшивка — алый, металлический прибор — золотой.

### Флюгер
Цвета: Верхняя половина и нижняя полоска — алый, нижняя половина и верхняя полоска — белый.

## Боевые отличия
1. Георгиевский штандарт за 1812 г.
2. 22 георгиевские трубы за сражение при Фер-Шампенуазе 13 марта 1814 г.
3. Знаки на шапки с надписью «За взятие Врацы 28 окт. 1877 г.»

## Полковые песни
Великий Князь Дмитрий Константинович
Ура, наш Конно-Гренадерский полк, ура!

Имя наше добыто под Варшавою в бою;

Четыре полка пошли против нас;

Сражаться [нам] пришлось без помощи [целый] час;
Пули, ядра, картечи, всё свистело кругом.

2 раза

Штандарт раздроблен, ранен Засс,

Велик наш урон.

Поляки бросились на храбрецов

Со всех сторон.
Но им не сразить и не разбить таких лихих!
Погибли, но не уступили герои

В страшном, долгом, славном и кровопролитном бою.
Эй, слава храбрым предкам Конно-Гренадерам!

Ура! 2 раза
Вороные кони рвутся
Вороные кони рвутся,

Песни громкие звучат.

Это Конно-Гренадеры

На врага в поход спешат.
Взвод за взводом выступают

Чинно стройные ряды,

Песней громко оглашают

Пегергофские сады.
Нас родные окружают,

Жёны, матери, толпой.

Нас и братья провожают

Нам не страшен жаркий бой!
«Не грусти, моя родная, -

Говорил солдат жене. -

Ведь не всех же, дорогая,

Убивают на войне.»
Коль убьют на бранном поле,

Так со славой помянут!

А без славы поневоле

Все когда-нибудь умрут.
Здравствуй, Шеф, на многи лета,

Цесаревич Алексей!

За наследника полсвета

Грянем мы «Ура» дружней!

## Известные люди, служившие в полку
- Андреев, Александр Дмитриевич — полковник, убит в сражении под Красным, кавалер ордена Святого Георгия
- Брусилов, Алексей Алексеевич (младший) — ротмистр, сын генерала Алексея Алексеевича Брусилова
- Воронович, Николай Владимирович — полковник, командующий крестьянским ополчением Черноморской губернии.
- Давыдов, Юрий Львович — чигиринский уездный предводитель дворянства, директор Киевского отделения Русского музыкального общества.
- Курлов, Павел Григорьевич — генерал-лейтенант (18.04.1910), известный российский военный и государственный деятель.
- Мамонтов, Константин Константинович — генерал-лейтенант, командир 4-го Сводного казачьего корпуса ВСЮР
- Типольт, Карл Карлович — генерал-лейтенант, помощник начальника 2-й гвардейской кавалерийской дивизии
- Трубецкой, Александр Евгеньевич — сын известного философа Е. Н. Трубецкого
- Хитрово, Михаил Александрович — дипломат, посланник в Португалии и Японии, поэт.
- Чавчавадзе, Давид Александрович — флигель-адъютант, генерал-лейтенант
- Черкасов, Николай Львович — директор Первого Сибирского кадетского корпуса.